# Carlia fusca
Carlia fusca är en ödleart som beskrevs av  Duméril och BIBRON 1839. Carlia fusca ingår i släktet Carlia och familjen skinkar. Inga underarter finns listade.